# إميليو غاستون
إميليو غاستون (بالإسبانية: Emilio Gastón)‏ هو محامي وكاتب وشاعر وسياسي إسباني، ولد في 8 يناير 1935 في سرقسطة في إسبانيا، وتوفي بنفس المكان في 22 يناير 2018. انتخب Justicia Mayor del Reino de Aragón ‏ (1988 – 1993) وفي الانتخابات العامة الإسبانية 1977 ‏، انتخب عضو مجلس النواب الإسباني ‏ عن دائرة Zaragoza (Congress of Deputies constituency) ‏ خلال فترته النيابية ‏ (4 يوليو 1977 – 23 مارس 1979).